# Tesoro de Tivisa

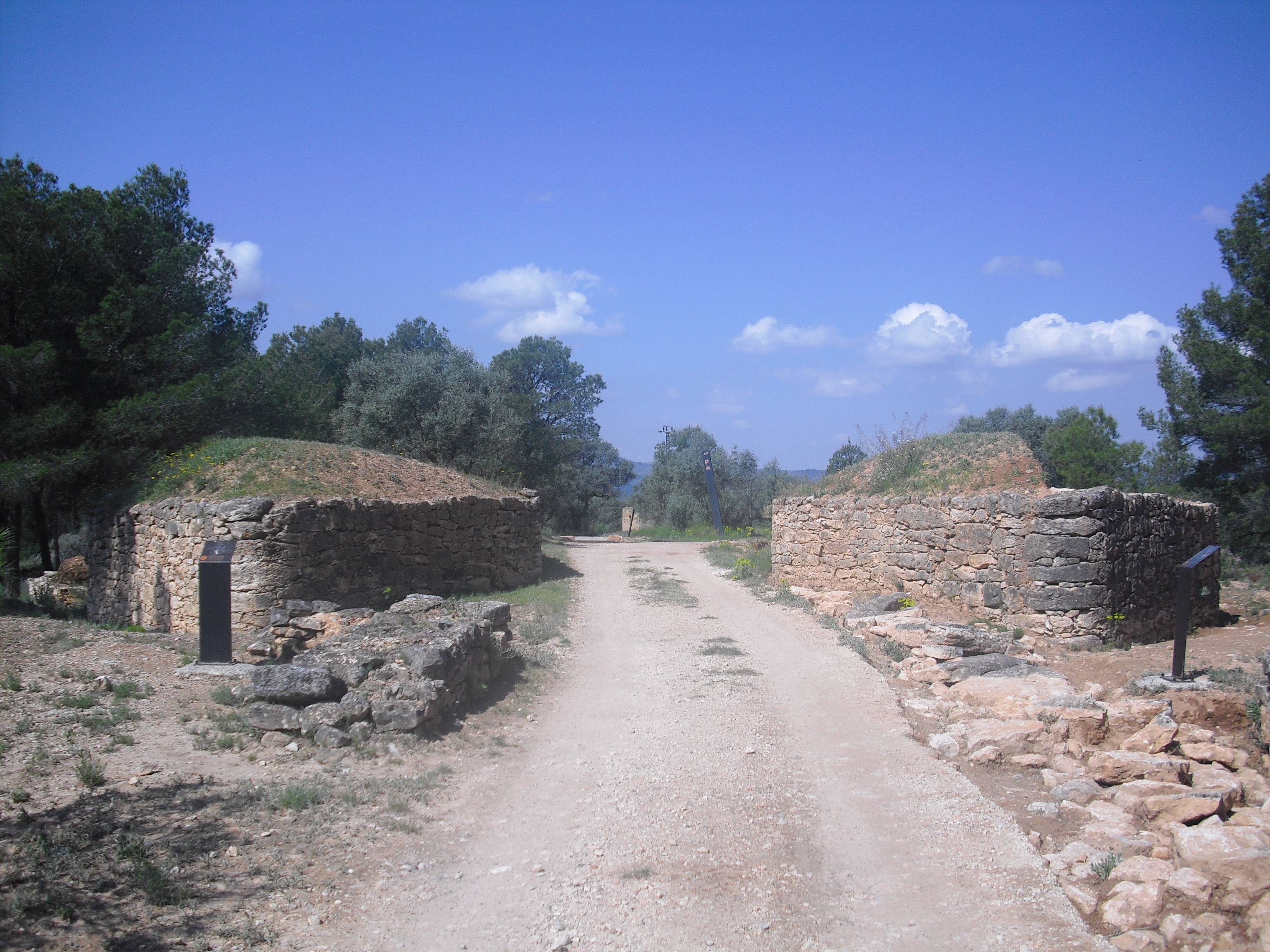
Restos arqueológicos del yacimiento de Castellet de Bañolas, donde fue hallado el tesoro las primeras décadas del.

El Tesoro de Tivisa (en catalán Tresor de Tivissa) se trata de una colección de orfebrería ibérica de plata hallada en el yacimiento arqueológico de Castellet de Bañolas, formada por 17 piezas de plata dorada y plata. Según Jordi Jardí, alcalde de Tivisa, se labraron con la plata de las minas vecinas al yacimiento arqueológico.

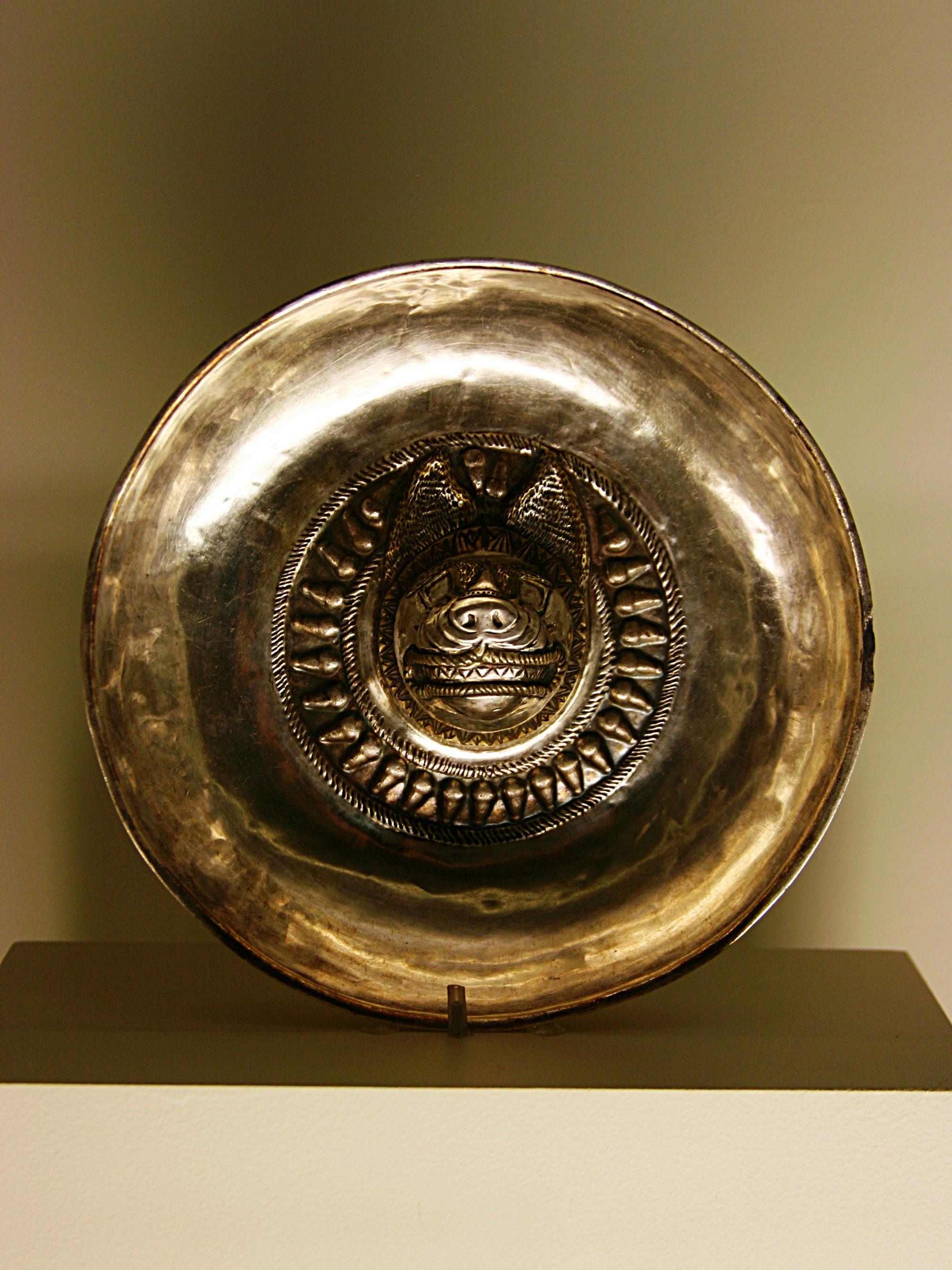
Recipiente de plata procedente del tesoro de Tivisa, datado alrededor del 500 a. C. y conservado en el Museo Arqueológico de Cataluña, España.

En 1912 se produjo el descubrimiento de piezas de orfebreríaː pulseras, pendientes, anillos y monedas íberas y griegas, así como monedas iberorromanas indígenas con la inscripción Tibisi y otras acuñadas en Emporion (Gerona) e Ilerda (Lérida), y en 1925 un par de bueyes de bronce. El tesoro, propiamente dicho, fue encontrado en 1927 y se ha datado en los siglos III-II a. C. Está considerado el mejor ejemplo de orfebrería ibérica de Cataluña. Las piezas denotan su carácter ritual. Son destacables los vasitos, cuatro fíalas, torques y un brazalete en espiral cuyos extremos son cabezas de serpientes. Una de las fíalas tiene repujado una cabeza de felino, otra muestra grabados de un posible templo ibérico, y la tercera y cuarta fíala contienen escenas y motivos diversos incisos.